# Goryphus nigrocoxatus
Goryphus nigrocoxatus là một loài tò vò trong họ Ichneumonidae.